# 悪しき世よ、われは汝に頼まじ
悪しき世よ、われは汝に頼まじ（あしきよよ、われはなんじにたのまじ、Falsche Welt, dir trau ich nicht）は、ヨハン・ゼバスティアン・バッハの教会カンタータBWV52。

## 構成
三位一体節後第23主日　初演1726年11月25日。聖句はマタイ22:15-22「皇帝の税金についての質問」。第六曲ロイスナー。第一節ズンダーライター。ソプラノ独唱。

### 1.シンフォニア
ヘ長調　4/4 ホルン2　オーボエ3　ファゴット　弦

### 2.レチタチーヴォ
悪しき偽りの世で、さそりや蛇の中に住んでいる。世は堕落し、正直は追いやられ、偽善がはびこり、友も裏切る

### 3.アリア
ニ短調 4/4　弦　ファゴット 偽りの世は敵。神が友となられ、配慮してくださる。

### 4.レチタティーボ
ファゴット　主こそ真実であり、世の狂った怒りから、助け出してくださる。この神を信頼する。

### 5.アリア
変ロ長調 3/4 愛なる神のともにいませば、世から離れ、神と私、私と神、偽りの舌を退ける。

### 6.コラール
ヘ長調 4/4　私は主に望みをおきます。助け出してください。真実の主なる神。